# 西花蓟马
西花蓟马（学名：Frankliniella occidentalis）是缨翅目蓟马科花蓟马属的一种昆虫。以刺吸植物的叶、芽、花和果实汁液为生，还能传播多种植物病毒。